# Bühlertann
Bühlertann – miejscowość i gmina w Niemczech, w kraju związkowym Badenia-Wirtembergia, w rejencji Stuttgart, w regionie Heilbronn-Franken, w powiecie Schwäbisch Hall, wchodzi w skład związku gmin Oberes Bühlertal. Leży nad rzeką Bühler, ok. 15 km na południowy wschód od Schwäbisch Hall.